# 尚普兰 (纽约州)
尚普兰（英語：Champlain）是位于美国纽约州克林顿县的一个镇，坐落于尚普兰湖西岸。其地处克林顿县东北部，也是整个纽约州的东北角。2010年美国人口普查时，该镇有1081人。其名称来源于法国探险家萨缪尔·德·尚普兰。